# Champions Trophy vrouwen 1999
De Champions Trophy voor vrouwen werd in 1999 gehouden in het Australische Brisbane. Het toernooi werd gehouden van 10 tot en met 19 juni. De Australische vrouwen wonnen deze zevende editie, hun vijfde op rij. 
Voor de derde keer werd tegelijkertijd ook op dezelfde locatie het mannentoernooi afgewerkt.

## Geplaatste landen
- Argentinië (derde op het wereldkampioenschap)
- Australië (gastland, titelverdediger, wereldkampioen en olympisch kampioen)
- Duitsland (vierde op het wereldkampioenschap)
- Nederland (tweede op het wereldkampioenschap)
- Nieuw-Zeeland (zesde op het wereldkampioenschap)
- Zuid-Korea (vijfde op het wereldkampioenschap)

## Uitslagen
Alle tijden zijn in de lokale tijd UTC+10.

### Eerste ronde
De nummers 1 en 2 spelen de finale, de nummers 3 en 4 om het brons en de nummers 5 en 6 om de 5e en 6e plaats.
| Team          | GS | W | G | V | DV | DT | DS  | Ptn |
| ------------- | -- | - | - | - | -- | -- | --- | --- |
| Australië     | 5  | 4 | 1 | 0 | 22 | 6  | +16 | 13  |
| Nederland     | 5  | 3 | 1 | 1 | 11 | 7  | +4  | 10  |
| Duitsland     | 5  | 3 | 0 | 2 | 14 | 11 | +3  | 9   |
| Argentinië    | 5  | 2 | 1 | 2 | 8  | 10 | −2  | 7   |
| Nieuw-Zeeland | 5  | 1 | 1 | 3 | 6  | 13 | −7  | 4   |
| Zuid-Korea    | 5  | 0 | 0 | 5 | 2  | 16 | −14 | 0   |

| 10 juni 1999 15:05 |           |            |                                                         |
| Nederland          | 3–0       | Argentinië | Scheidsrechters: Jane Nockolds (ENG) Renee Chatas (USA) |
|                    | (verslag) |            | Scheidsrechters: Jane Nockolds (ENG) Renee Chatas (USA) |

| 10 juni 1999 20:05 |           |               |                                                     |
| Australië          | 5–1       | Nieuw-Zeeland | Scheidsrechters: Ute Conen (GER) Maria Mendez (ARG) |
|                    | (verslag) |               | Scheidsrechters: Ute Conen (GER) Maria Mendez (ARG) |

| 11 juni 1999 15:05 |           |           |                                                      |
| Argentinië         | 2–1       | Duitsland | Scheidsrechters: Renée Cohen (NED) Lyn Farrell (NZL) |
|                    | (verslag) |           | Scheidsrechters: Renée Cohen (NED) Lyn Farrell (NZL) |

| 11 juni 1999 17:45 |           |           |                                                               |
| Zuid-Korea         | 2–3       | Nederland | Scheidsrechters: Michele Arnold (AUS) Marelize de Klerk (RSA) |
|                    | (verslag) |           | Scheidsrechters: Michele Arnold (AUS) Marelize de Klerk (RSA) |

| 12 juni 1999 15:05 |           |           |                                                              |
| Australië          | 6–2       | Duitsland | Scheidsrechters: Jane Nockolds (ENG) Marelize de Klerk (RSA) |
|                    | (verslag) |           | Scheidsrechters: Jane Nockolds (ENG) Marelize de Klerk (RSA) |

| 12 juni 1999 17:25 |           |               |                                                          |
| Zuid-Korea         | 0–1       | Nieuw-Zeeland | Scheidsrechters: Judith Barnesby (AUS) Renée Cohen (NED) |
|                    | (verslag) |               | Scheidsrechters: Judith Barnesby (AUS) Renée Cohen (NED) |

| 13 juni 1999 15:05 |           |           |                                                     |
| Argentinië         | 2–4       | Australië | Scheidsrechters: Renee Chatas (USA) Ute Conen (GER) |
|                    | (verslag) |           | Scheidsrechters: Renee Chatas (USA) Ute Conen (GER) |

| 13 juni 1999 17:25 |           |               |                                                          |
| Nederland          | 2–1       | Nieuw-Zeeland | Scheidsrechters: Maria Mendez (ARG) Michele Arnold (AUS) |
|                    | (verslag) |               | Scheidsrechters: Maria Mendez (ARG) Michele Arnold (AUS) |

| 14 juni 1999 15:05 |           |            |                                                          |
| Zuid-Korea         | 0–2       | Argentinië | Scheidsrechters: Michele Arnold (AUS) Renee Chatas (USA) |
|                    | (verslag) |            | Scheidsrechters: Michele Arnold (AUS) Renee Chatas (USA) |

| 14 juni 1999 17:05 |           |           |                                                          |
| Duitsland          | 3–2       | Nederland | Scheidsrechters: Judith Barnesby (AUS) Lyn Farrell (NZL) |
|                    | (verslag) |           | Scheidsrechters: Judith Barnesby (AUS) Lyn Farrell (NZL) |

| 15 juni 1999 18:05 |           |           |                                                                |
| Nieuw-Zeeland      | 1–4       | Duitsland | Scheidsrechters: Judith Barnesby (AUS) Marelize de Klerk (RSA) |
|                    | (verslag) |           | Scheidsrechters: Judith Barnesby (AUS) Marelize de Klerk (RSA) |

| 15 juni 1999 20:05 |           |            |                                                       |
| Australië          | 6–0       | Zuid-Korea | Scheidsrechters: Renée Cohen (NED) Maria Mendez (ARG) |
|                    | (verslag) |            | Scheidsrechters: Renée Cohen (NED) Maria Mendez (ARG) |

| 17 juni 1999 15:05 |           |            |                                                         |
| Duitsland          | 4–0       | Zuid-Korea | Scheidsrechters: Maria Mendez (ARG) Jane Nockolds (ENG) |
|                    | (verslag) |            | Scheidsrechters: Maria Mendez (ARG) Jane Nockolds (ENG) |

| 17 juni 1999 18:05 |           |               |                                                       |
| Argentinië         | 2–2       | Nieuw-Zeeland | Scheidsrechters: Michele Arnold (AUS) Ute Conen (GER) |
|                    | (verslag) |               | Scheidsrechters: Michele Arnold (AUS) Ute Conen (GER) |

| 17 juni 1999 20:05 |           |           |                                                       |
| Australië          | 1–1       | Nederland | Scheidsrechters: Lyn Farrell (NZL) Renee Chatas (USA) |
|                    | (verslag) |           | Scheidsrechters: Lyn Farrell (NZL) Renee Chatas (USA) |

### Plaatsingswedstrijden
Om de 5e/6e plaats
| 19 juni 1999 10:05                                 |           |                 |                                                            |
| Nieuw-Zeeland                                      | 3–1       | Zuid-Korea      | Scheidsrechters: Judith Barnesby (AUS) Jane Nockolds (ENG) |
| Anna Lawrence 16' Mandy Smith 28' Moira Senior 55' | (verslag) | 39' Kim Mi-Hyun | Scheidsrechters: Judith Barnesby (AUS) Jane Nockolds (ENG) |

Om de 3e/4e plaats
| 19 juni 1999 12:35  |           |            |                                                      |
| Duitsland           | 1–0       | Argentinië | Scheidsrechters: Renée Cohen (NED) Lyn Farrell (NZL) |
| Natascha Keller 67' | (verslag) |            | Scheidsrechters: Renée Cohen (NED) Lyn Farrell (NZL) |

Finale
| 19 juni 1999 15:05                                |           |                                                  |                                                          |
| Australië                                         | 3–2       | Nederland                                        | Scheidsrechters: Ute Conen (GER) Marelize de Klerk (RSA) |
| Lisa Powell 1' Bianca Langham 30' Lisa Powell 55' | (verslag) | 18' Dillianne van den Boogaard 35' Karlijn Petri | Scheidsrechters: Ute Conen (GER) Marelize de Klerk (RSA) |

## Selecties
Argentinië
- ( 1.) Mariela Antoniska (gk)
- ( 2.) Agustina García
- ( 3.) Magdalena Aicega
- ( 4.) Silvia Corvalán
- ( 5.) Anabel Gambero
- ( 6.) Ayelén Stepnik
- ( 7.) María de la Paz
- ( 8.) Luciana Aymar
- ( 9.) Alejandra Gulla

- (10.) Jorgelina Rimoldi
- (11.) Karina Masotta
- (12.) Mariana González Oliva
- (13.) Paola Vukojicic (gk)
- (14.) Mercedes Margalot
- (15.) Natalia Morello
- (16.) Cecilia Rognoni
- (17.) Andrea Haines
- (18.) Inés Arrondo

Bondscoach: Sergio Vigil
- Manager: Claudia Medici
- Arts: Francisco d'Angelo
- Fysio: Sergio Lemos

 Australië
- ( 2.) Louise Dobson
- ( 3.) Karen Smith
- ( 4.) Alyson Annan
- ( 5.) Juliet Haslam
- ( 6.) Bianca Langham
- ( 7.) Alison Peek
- ( 9.) Claire Mitchell-Taverner
- (12.) Brooke Morrison
- (13.) Lisa Carruthers

- (14.) Rechelle Hawkes
- (15.) Clover Maitland (gk)
- (16.) Michelle Andrews
- (17.) Rachel Imison (gk)
- (18.) Kristen Towers
- (28.) Julie Towers
- (29.) Renita Garard
- (31.) Katrina Powell
- (32.) Nikki Mott

Bondscoach: Ric Charlesworth
- Manager: Wendy Pritchard
- Arts: Grace Bryant
- Fysio: Julie Allen

 Duitsland
- ( 1.) Julia Zwehl (gk)
- ( 2.) Birgit Beyer (gk)
- ( 5.) Nadine Ernsting-Krienke
- ( 6.) Inga Möller
- ( 7.) Natascha Keller
- ( 8.) Melanie Cremer
- ( 9.) Friederike Barth
- (11.) Cornelia Reiter
- (12.) Britta Becker

- (13.) Marion Rodewald
- (14.) Philippa Suxdorf
- (15.) Heike Lätzsch
- (16.) Katrin Kauschke
- (17.) Badri Latif
- (22.) Simone Grässer
- (24.) Fanny Rinne
- (25.) Caroline Casaretto
- (32.) Franziska Gude

Bondscoach: Berti Rauth
- Assistent: Wolfgang Kluth
- Manager: Carola Meyer
- Arts: Winfried Koller
- Fysio: Thomas Sennewald
- Videoman: Rainer Schrey

 Nederland
- ( 1.) Clarinda Sinnige (gk)
- ( 2.) Daphne Touw (gk)
- ( 3.) Macha van der Vaart
- ( 4.) Julie Deiters
- ( 5.) Fatima Moreira de Melo
- ( 6.) Karlijn Petri
- ( 7.) Hanneke Smabers
- ( 8.) Dillianne van den Boogaard
- ( 9.) Margje Teeuwen

- (10.) Mijntje Donners
- (11.) Ageeth Boomgaardt
- (12.) Myrna Veenstra
- (13.) Minke Smabers
- (14.) Carole Thate
- (15.) Fleur van de Kieft
- (16.) Suzan van der Wielen
- (17.) Eefke Mulder
- (18.) Minke Booij

Bondscoach: Tom van 't Hek
- Assistent: Koen Pijpers
- Manager: Lisette Sevens
- Arts: Simone van Haarlem
- Fysio: Johannes Veen
- Videoman: Roberto Tolentino

 Nieuw-Zeeland
- ( 1.) Skippy McGregor
- ( 2.) Moira Senior
- ( 3.) Kylie Foy
- ( 4.) Sandy Bennett
- ( 5.) Toni Mason
- ( 6.) Rachel Petrie
- ( 7.) Anna Lawrence
- ( 8.) Robyn Matthews
- ( 9.) Jenny Duck

- (10.) Kate Trolove
- (11.) Michelle Turner
- (12.) Mandy Smith
- (13.) Lisa Walton
- (14.) Suzie Pearce
- (15.) Anne-Marie Irving (gk)
- (16.) Helen Clarke (gk)
- (17.) Caryn Paewai
- (18.) Diana Weavers

Bondscoach: Jan Borren
- Manager: Dayle Jackson
- Fysio: Jill Caldwell

 Zuid-Korea
- ( 1.) Park Yong-Sook (gk)
- ( 2.) Lee Jin-Hee
- ( 3.) Kim Mi-Hyun
- ( 4.) Yoo Hee-Joo
- ( 5.) Lee Mi-Seong
- ( 6.) Lee Sun-Hwa
- ( 7.) Kim Eun-Jin
- ( 8.) An Mi-Kyung
- ( 9.) Oh Ko-Woon

- (10.) Park Eun-kyung
- (11.) Kim Seong-Eun
- (12.) Kim Soo-Jung
- (13.) Park Hyun-Lee
- (14.) Oh Soo-Jin
- (15.) Lee Eun-Young
- (16.) Soo Ja-Ko (gk)
- (17.) Woo Hyun-Jung
- (18.) Cho Bo-Ra

Bondscoach: Kim Seon-Dong
- Manager: Kim Chang-Back
- Fysio: Sang Wan-Han

## Scheidsrechters
- Jane Nockolds
- Renée Chatas
- Marelize de Klerk
- Maria Marta Mendez

- Michele Arnold
- Judith Barnesby
- Lynn Farrell
- Ute Conen

## Topscorers
- In onderstaand overzicht zijn alleen de speelsters opgenomen met drie of meer treffers achter hun naam.

| № | Naam                       | Land      | Goals |
| - | -------------------------- | --------- | ----- |
| 1 | Alyson Annan               | Australië | 6     |
| 2 | Claire Mitchell-Taverner   | Australië | 5     |
|   | Natascha Keller            | Duitsland | 5     |
| 4 | Katrina Powell             | Australië | 4     |
|   | Fleur van de Kieft         | Nederland | 4     |
| 6 | Bianca Langham             | Australië | 3     |
|   | Dillianne van den Boogaard | Nederland | 3     |
|   | Ageeth Boomgaardt          | Nederland | 3     |

## Eindrangschikking
| rang   | land          |
| ------ | ------------- |
| Goud   | Australië     |
| Zilver | Nederland     |
| Brons  | Duitsland     |
| 4      | Argentinië    |
| 5      | Nieuw-Zeeland |
| 6      | Zuid-Korea    |

Mannen:
Lahore 1978 ·
Karachi 1980 ·
Karachi 1981 ·
Amstelveen 1982 ·
Karachi 1983 ·
Karachi 1984 ·
Perth 1985 ·
Karachi 1986 ·
Amstelveen 1987 ·
Lahore 1988 ·
Berlijn 1989 ·
Melbourne 1990 ·
Berlijn 1991 ·
Karachi 1992 ·
Kuala Lumpur 1993 ·
Lahore 1994 ·
Berlijn 1995 ·
Chennai 1996 ·
Adelaide 1997 ·
Lahore 1998 ·
Brisbane 1999 ·
Amstelveen 2000 ·
Rotterdam 2001 ·
Keulen 2002 ·
Amstelveen 2003 ·
Lahore 2004 ·
Chennai 2005 ·
Barcelona 2006 ·
Kuala Lumpur 2007 ·
Rotterdam 2008 ·
Melbourne 2009 ·
Mönchengladbach 2010 ·
Auckland 2011 ·
Melbourne 2012 ·
Bhubaneswar 2014 ·
Londen 2016 ·
Breda 2018
Vrouwen:
Amstelveen 1987 ·
Frankfurt 1989 ·
Berlijn 1991 ·
Amstelveen 1993 ·
Mar del Plata 1995 ·
Berlijn 1997 ·
Brisbane 1999 ·
Amstelveen 2000 ·
Amstelveen 2001 ·
Macau 2002 ·
Sydney 2003 ·
Rosario 2004 ·
Canberra 2005 ·
Amstelveen 2006 ·
Quilmes 2007 ·
Mönchengladbach 2008 ·
Melbourne 2009 ·
Nottingham 2010 ·
Amstelveen 2011 ·
Rosario 2012 ·
Mendoza 2014 ·
Londen 2016 ·
Changzhou 2018